# قرار مجلس الأمن التابع للأمم المتحدة رقم 189
استنكر قرار مجلس الأمن التابع للأمم المتحدة رقم 189، الذي تم بالإجماع في 4 يونيو 1964، وقوع حادث ناجم عن اختراق وحدات جمهورية فيتنام في كمبوديا وطلب تعويض الكمبوديين. وطلب القرار بعد ذلك أن تعترف جميع الدول والسلطات باحترام حياد كمبوديا وسلامتها الإقليمية وتحترمه، وتقرر إرسال 3 من أعضائه إلى الأماكن التي وقعت فيها أحدث الحوادث لإبلاغ المجلس في غضون 45 يوما بتقديم اقتراحات.
وكانت كمبوديا قد اشتكت في السابق من أعمال عدوانية وعمليات اقتحام من جانب القوات الفيتنامية الجنوبية والأمريكية على أراضيها. في 24 يوليو 1964، أفادت البعثة التي أرسلها المجلس أن الوضع على الحدود لا يزال متوترا ولم يتم التوصل إلى حل بعد.

## روابط خارجية
- نص القرار في undocs.org